# Condado de Huron (Michigan)
O Condado de Huron ou de Hurão é um dos 88 condados do estado americano de Michigan. A sede do condado é Bad Axe, e sua maior cidade é Bad Axe.
O condado possui uma área de 5 533 km² (dos quais 3 367 km² estão cobertos por água), uma população de 36 079 habitantes, e uma densidade populacional de 17 hab/km² (segundo o censo nacional de 2000). O condado foi fundado em 1855.